# Графен
Графен је дводимензиона угљеничка структура дебљине једног атома. Двојица научника, Андреј Гејм и Константин Новоселов, издвојили су је 2004. године из парчета графита. За издвајање су користили лепљиву траку (селотејп) и тако први пут добили минијатурне флекице тог материјала. Графит дебљине једног милиметра садржи три милиона слојева графена наслаганих један на други, али лабаво међусобно повезаних. 
Графен је скоро у потпуности провидан, али је истовремено и толико густ да ни најмањи атоми гаса не могу да прођу кроз њега. Поред тога, електрицитет проводи једнако добро као и бакар. Као материјал, графен има изузетно специфична својства. То је велики кристал, који је веома јак – сто пута јачи од челика – а може се растегнути и до 20%“.
Графен је истовремено и најтањи и најјачи познати материјал. Гејм и Новоселов су показали како се он понаша и то њихово откриће одразило се одмах на бројне друге области, од квантне физике до практичне електронике.
Пошто је практично провидан и добар је проводник, графен је подесан за израду провидних екрана осетљивих на додир, светлосних панела и соларних ћелија. Помешан с пластиком, омогућио би да се израде лагани и суперјаки композитни материјали за следећу генерацију сателита, авиона и аутомобила. 
Графен нуди физичарима могућност да проучавају дводимензионе материјале с јединственим својствима и захваљујући њему могући су експерименти који ће дати нове увиде у феномене квантне физике. Очекује се да ће графенски транзистори заменити силицијумске и омогућити израду још ефикаснијих рачунара.
Графенски транзистор би теоријски могао да ради не само брже већ и на вишим температурама у односу на класичне силицијумске. То ће омогућити да се реши све израженији проблем с којим се суочавају инжењери који желе да појачају снагу и смање димензије полупроводника, али тако да им не повећају температуру која је највећи непријатељ рачунара.
Нобелов комитет је потврдио да већина практичних примена графена „постоји само у нашој машти, али да су многе већ испробане“. Посебно је истакао и то да су добитници веровали да истраживање треба да буде забавно.